# Sauris rubriplaga
Sauris rubriplaga är en fjärilsart som beskrevs av W. Warren 1899. Sauris rubriplaga ingår i släktet Sauris och familjen mätare. Inga underarter finns listade.